# Lilyhammer
Lilyhammer er en norsk-amerikansk tv-serie i tre sæsoner på hver otte dele af 46 minutters længde hver. Den havde premiere på NRK1 25. januar 2012 samt på Netflix for det nordamerikanske publikum 6. februar 2012. Lilyhammer er den første serie, som Netflix havde premiere på.

## Handling
Frank Tagliano (Van Zandt) er en gangster fra New York, der som led i vidnebeskyttelsesprogrammet skal gå under jorden efter en retssag i sit hjemland og vælger at tage til Lillehammer i Norge, som han er fascineret af efter at have set vinter-OL 1994 fra byen. I Lillehammer går han under dæknavnet Giovanni Henriksen. 
Frank/Giovanni møder Sigrid og hendes søn Jonas, og han indleder et forhold til Sigrid. Samtidig kan han ikke slippe sin gamle metier, men begynder at bruge gangstermetoder for at komme til at styre underverdenen i Lillehammer.  

## Medvirkende
- Steven Van Zandt - Frank Tagliano / Giovanni Henriksen
- Trond Fausa Aurvåg – Torgeir Lien, Giovannis ven og forretningspartner
- Marian Saastad Ottesen – Sigrid, Giovannis kæreste
- Steinar Sagen – Roar Lien, Torgeirs bror, taxichauffør